# Hypogrammodes
Hypogrammodes là một chi bướm đêm thuộc họ Noctuidae.